# Джемини 8
Джемини 8 (на английски: Gemini 8) е шести пилотиран полет от програмата Джемини. Това е тринадесети пилотиран американски и изобщо двадесет и първи космически полет в историята. По време на полета е извършено първото успешно скачване на космически кораб с безпилотен обект - изведената в орбита ракета-мишена Аджена. Армстронг е първият цивилен американец, полетял в космоса.

## Екипаж

### Основен екипаж
| Пост     | Астронавт                            |
| -------- | ------------------------------------ |
| Командир | Нийл Армстронг един космически полет |
| Пилот    | Дейвид Скот един космически полет    |

- Броят на полетите е преди и включително тази мисия.

## Резервен екипаж
| Пост     | Астронавт                          |
| -------- | ---------------------------------- |
| Командир | Чарлс Конрад един космически полет |
| Пилот    | Ричард Гордън                      |

- Броят на полетите е преди тази мисия.

### Първоначален екипаж
| Пост     | Астронавт      |
| -------- | -------------- |
| Командир | Нийл Армстронг |
| Пилот    | Елиът Сий      |

По-късно при ротацията на екипажите е решено Елиът Сий да бъде командир на следващия полет (Джемини 9) и е заменен в основния екипаж от Дейвид Скот.

## Цели на мисията
Екипажът на „Джемини 8“ има две основни цели за мисията: осъществяване на по-продължително излизане в открития космос от това по време на мисия Джемини 4 и скачване с безпилотната ракета-мишена Аджена.

## Полетът
За първи път НАСА успява да изпрати в орбита едновременно космически кораб „Джемини“ и мишена „Аджена“. Една от целите е скачването помежду им. То става около 5 часа и 30 минути след старта на „Джемини 8“ и е напълно съгласно плановете. Около половин час след това системата „Джемини-Аджена“ започва да се върти. Нийл Армстронг прави няколко неуспешни опита да се справи с проблема. Астронавтите установяват, че проблемът се намира на борда на „Джемини“, а и двигателите от системата за ориентация остават с около 30% от горивото си. От наземния контролен център в Хюстън дават заповед за разделяне на двата апарата. След разделянето „Джемини 8“ започва да се върти още по-бързо - скоростта достига до 1 оборот в секунда, а ситуацията става критична. Единственото решение е да се изключи системата за ориентация. Астронавтите е трябвало незабавно да стабилизират кораба в противен случай въртенето би ги довело до загубване на съзнание. Капсулата спира да се върти и новото им задействане показва, че един от двигателите за ориентация е повреден и не се подчинява на подадените команди. Другата планирана задача на полета - "космическата разходка" на Дейвид Скот е анулирана. Екипажът е принуден да кацне веднага само 10 часа и 41 минути след старта. Това става на около 800 км източно от остров Окинава в Тихия океан. Това е първото аварийно завършване на космически полет в историята на САЩ. Мястото е непланирано, тъй като корабите за търсене на капсулата се намират в Атлантическия океан. Три часа по-късно астронавтите са прибрани на борда на USS Leonard F. Mason.
На мишената Аджена GATV-5002 е подадена команда за „повдигане“ орбитата. От тази орбита мишената е използвана още един път по време на мисия Джемини 10.

## Параметри на мисията
- Маса на полезния товар: 3789 кг
- Перигей: 159,9 км
- Апогей: 271,9 км
- Инклинация: 28,91°
- Орбитален период: 88.83 мин

Скачване с "Аджена GATV-5003"
- Скачване: 16 март 1966, 22:14 UTC
- Разделяне: 16 март 1966, 22:45 UTC
- Време в скачено състояние: 31 минути.

## Днес
Капсулата на Джемини 8 е изложена в Аерокосмическия музей Нийл Армстронг в родния град на астронавта, Уапаконета, Охайо.

## Галерия
- Старта на Аджена GATV-5003.
- Мишената, гледана от борда на „Джемини 8“.
- Момент от скачването.
- Армстронг и Скот след по време на приземяването в Тихия океан.